# 4.25 mm Erika Auto
El cartucho 4.25 mm Erika es un cartucho de percusión central diseñado para usarse en pistolas de bolsillo.

## Historia
Fue diseñado en Austria en 1914 para usarse en la Pistola Erika, en 1920 fue usado en la pistola Liliput, y fue tanto el éxito de esta pistola en este calibre que el cartucho ya era conocido como 4,25 mm Liliput, este cartucho tiene mayor potencia que otros cartuchos diseñados por Pfannl, como el 2,7 mm o el 3 mm Kolibri, pero es muy inferior al cartucho .25 ACP o .22 Long Rifle, razón por la cual el 4,25 mm Erika no se considera eficaz para la autodefensa o cacería de cualquier tipo de piezas, pero si puede abatir ratas y ratones a corta distancia. Este cartucho, al igual que otros minicartuchos es potencialmente peligroso a corta distancia y puede causar una herida grave. Su uso principal es para el tiro de salón, aunque ahora este tipo de munición es escasa y no es recargable. La bala no tiene un peso fijo, pesa entre 12 y 15 granos, con lo cual produce una energía de entre 23 y 29 joules.